# Kosovo KS25
Kosovo KS25 var den 25:e Svenska Kontingenten i Kosovo; en fredsbevarande enhet som Sverige skickat till Kosovo inom ramen för KFOR. Förbandet sattes upp av Trängregementet. KS25 avlöste KS24 i början av april 2012, och grupperade inne på KFOR:s högkvarters camp Camp Film City.

## Förbandsdelar
- Kontingentschef: Öv Niclas Wetterberg
- NSE: MJ Stefan Karlsson
- LMT 1: MJ Mattias Söderberg
- LMT 2: MJ Tony Bohman